# Kouko Guehi
Hilaire Kouko Djedje Guehi (ur. 27 grudnia 1982 w Abidżanie) – iworyjski piłkarz, grający jako defensywny pomocnik.

## Klub

### Początki
Zaczynał karierę w Séwé Sport San-Pédro, gdzie grał jako junior i jako senior.

### Raja Casablanca
1 stycznia dołączył do Raja Casablanca. W sezonie 2010/2011 zdobył z tym klubem mistrzostwo kraju.
W sezonie 2011/2012 (pierwszym dostępnym na stronie Transfermarkt) zagrał 23 spotkania, w których zaliczył jedną asystę. Zdobył też puchar Maroka.
W kolejnym sezonie wystąpił w 28 spotkaniach, w których strzelił gola i miał asystę. Również, po raz drugi w karierze cieszył się z tytułu mistrza Maroka.
W sezonie 2013/2014 Guehi miał na koncie 29 meczów, dwie bramki i jedną asystę. Zagrał też na Klubowych Mistrzostwach Świata, gdzie zagrał wszystkie (4) mecze i zdobył jedną bramkę.
W swoim ostatnim w barwach Raja sezonie 2014/2015, Guehi rozegrał 23 mecze, w których strzelił jednego gola.

### Olympic Safi
16 września 2015 roku został zawodnikiem Olympic Safi. W tym klubie zadebiutował 1 listopada 2015 roku w meczu przeciwko Renaissance Berkane (1:0 dal Olympic). Iworyjczyk na boisku spędził 70 minut. Łącznie zagrał 3 mecze.

### Koniec kariery
Kouko Guehi koniec piłkarskiej kariery ogłosił 31 sierpnia 2016 roku.